# Panepistimio
Panepistimio (Grieks: Πανεπιστήμιο) (Universiteit) is een metrostation in de Griekse stad Thessaloniki dat op 30 november 2024 werd geopend.

## Geschiedenis
Na de grote stadsbrand van 1917 stelde premier Venizelos een commissie in die met voorstellen voor de wederopbouw van Thessaloniki moest komen. Onderdeel van het wederopbouwplan uit 1918 was de aanleg van een metro, die binnen de stadsmuren in een tunnel onder de Egnatialaan zou lopen en ten oosten van de universiteit bovengronds. De stad werd herbouwd zonder metro en in 1968 kwam er een nieuw voorstel voor een metro, dit keer als ringlijn, dat evenmin werd uitgevoerd. 
Het gemeentelijke sneltram/metroproject uit de jaren 80 van de 20e eeuw omvatte geen bovengronds traject en langs de Egnatialaan werd zelfs een ongeveer 650 meter lange openbouwputtunnel gebouwd tussen de jaarbeurs en de universiteit. Dat project werd echter in 1989 stilgelegd om financiële redenen en de ongebruikte tunnel wordt sindsdien het gat van Kouvelas genoemd, naar de burgemeester van destijds. 
In 2003 werd de aanbesteding geopend voor de gerealiseerde metro en in april 2006 werd gekozen voor een automatische metro naar het voorbeeld van de metro van Kopenhagen. Volgens de plannen zou die in geboorde tunnels op ongeveer 9 meter diepte komen, archeologische vondsten leidden echter tot een wijziging van het ontwerp waarbij de tunnels ongeveer tussen de 14 en 31 meter diep kwamen te liggen. Het diepste punt is Panepistimio met  een diepte van 37 meter.

## Ligging en inrichting
Het station ligt in een kuip langs de oostrand van de Egnatialaan onder de 3 septemberlaan. De stationshal ligt boven in de kuip en heeft een rechtstreekse toegang in de vorm van een lift aan de oostkant. Aan de westkant is een ronde hal waar de drie andere toegangen van het station op uitkomen. De noordelijke bij de Aristoteles universiteit, de westelijke, eveneens met lift, bij de universiteit van Macedonië en de zuidelijke langs de Egnatialaan. Aan de noordkant van de kuip zijn een lift en een vaste trap die de stationshal met het perron op 37 meter diepte verbindt. Het zuidelijke deel heeft net als het Deense voorbeeld twee roltrapgroepen tussen hal en perron.
De wanden van de stationshal zijn afgewerkt met gepolijste grijze stenen en een roodbruine fries. Dezelfde bruin tint is gebruikt op de scheidingswanden rond de roltrappen. De perrons zijn in verband met de inzet van automatische metrostellen voorzien van perrondeuren.  In het kaderplan van de metro is voor 2040 een derde metrolijn ingetekend die de op 30 november 2024 geopende tunnels bij Panepistimio moet kruisen, waarmee het station een overstappunt zal worden.